# ام‌وی کیتساپ
ام‌وی کیتساپ (به انگلیسی: MV Kitsap) یک کشتی است که طول آن ۳۲۸ فوت (۱۰۰٫۰ متر) می‌باشد. این کشتی در سال ۱۹۸۰ ساخته شد.